# Landivy
Landivy ist eine französische Gemeinde mit 1.100 Einwohnern (Stand: 1. Januar 2022) im Département Mayenne in der Region Pays de la Loire. Sie gehört zum Arrondissement Mayenne und zum Kanton Gorron. Die Einwohner werden Landivysiens genannt.

## Geographie
Landivy liegt etwa 52 Kilometer nordöstlich von Rennes. Umgeben wird Landivy von den Nachbargemeinden Savigny-le-Vieux im Norden, Buais-Les-Monts mit Buais im Nordosten, Fougerolles-du-Plessis im Osten, La Dorée im Südosten, Saint-Mars-sur-la-Futaie im Süden, Pontmain im Süden und Südwesten, La Bazouge-du-Désert im Südwesten, Louvigné-du-Désert im Westen sowie Les Loges-Marchis im Nordwesten.

## Bevölkerungsentwicklung
| Jahr                       | 1962 | 1968 | 1975 | 1982 | 1990 | 1999 | 2006 | 2019 |
| Einwohner                  | 1565 | 1525 | 1473 | 1456 | 1391 | 1286 | 1212 | 1156 |
| Quellen: Cassini und INSEE |      |      |      |      |      |      |      |      |

## Sehenswürdigkeiten
- Kirche Saint-Martin aus dem 19. Jahrhundert
- Kapelle von Le Pont-Aubray aus dem 14. Jahrhundert, Monument historique
- Schloss Mausson aus dem 15./16. Jahrhundert, Monument historique seit 1912

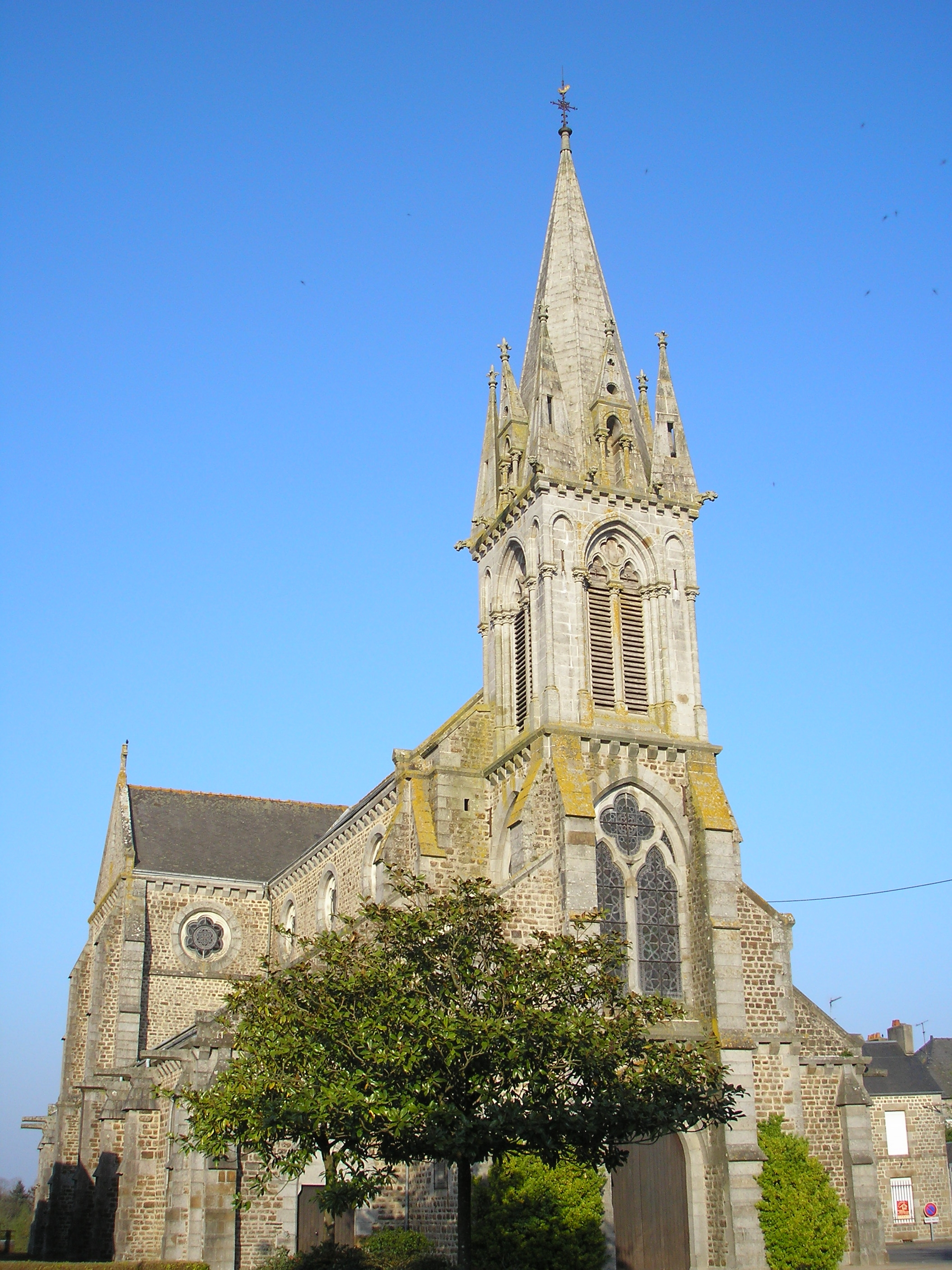
Kirche Saint-Martin
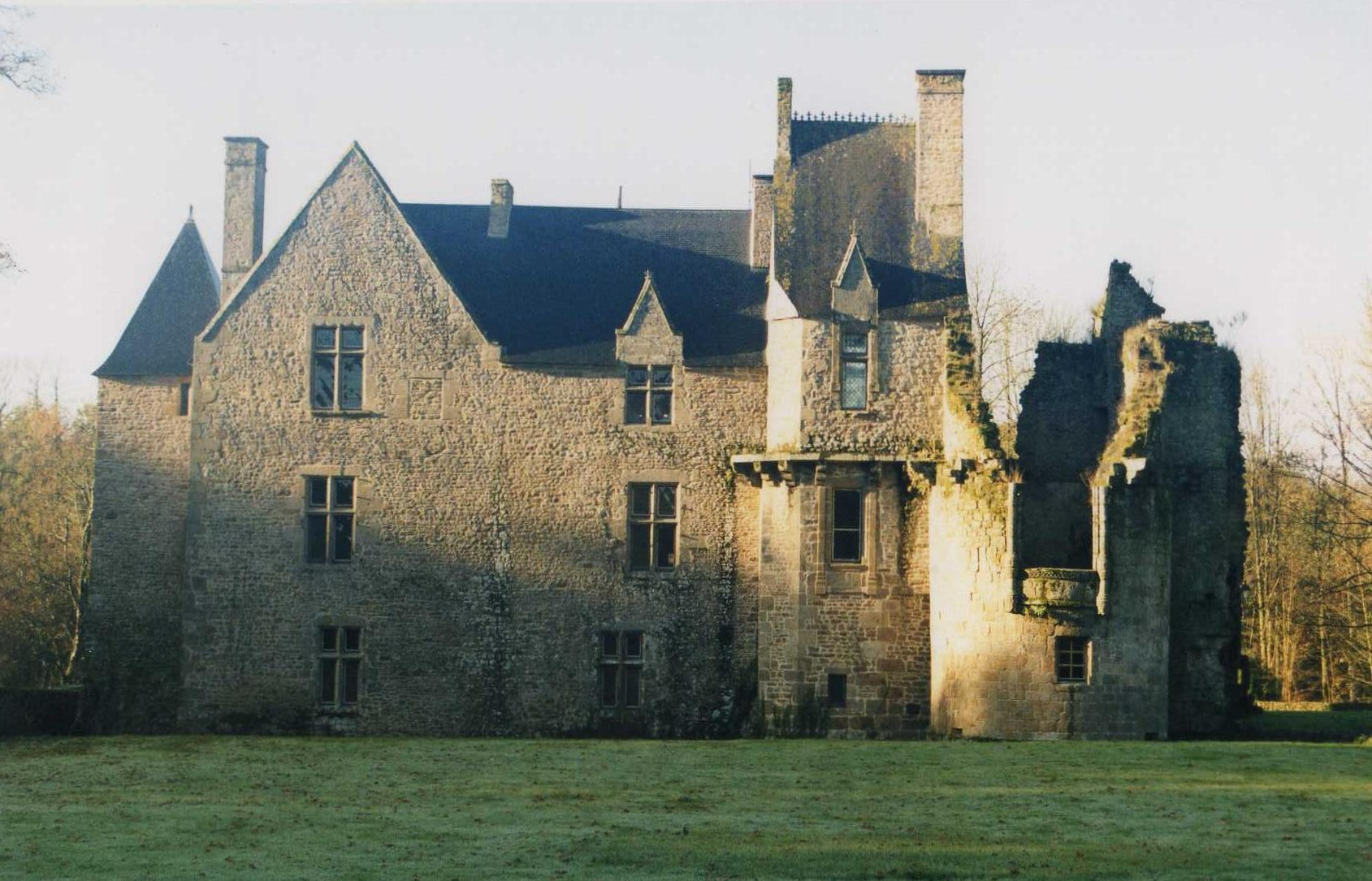
Schloss Mausson